# Station Slitu
Station Slitu is een spoorwegstation in  Slitu in fylke Viken in Noorwegen. Het station, uit 1882, ligt aan de oostelijke tak van Østfoldbanen. Slitu wordt bediend door de stoptreinen van lijn L22 die rijden tussen Skøyen en Mysen.